# 스틸레포루스 코르다투스
스틸레포루스 코르다투스(Stylephorus chordatus)는 심해에 서식하는 조기어류 물고기의 일종이다. 스틸레포루스목(Stylephoriformes), 스틸레포루스과(Stylephoridae), 스틸레포루스속(Stylephorus)의 유일종이다. 전 세계 아열대와 열대 심해에서 발견되고 낮에는 심해에서 살고 밤에는 수직으로 이동하여 플랑크톤을 먹는다. 몸이 아주 길쭉하다.

## 계통 분류
2016년 베탕쿠르(Betancur) 등의 연구에 의한 계통 분류는 다음과 같다.
| Zeiariae | 달고기목                                                  |
|          | 달고기목                                                  |
| Gadariae | \| \| 스틸레포루스목 \| \| \| \| \| \| 대구목 \| \| \| \| |
|          | \| \| 스틸레포루스목 \| \| \| \| \| \| 대구목 \| \| \| \| |
|          | 스틸레포루스목                                            |
|          |                                                           |
|          | 대구목                                                    |
|          |                                                           |

|  | 스틸레포루스목 |
|  |                |
|  | 대구목         |
|  |                |

| Zeiariae | 달고기목                                                  |
|          | 달고기목                                                  |
| Gadariae | \| \| 스틸레포루스목 \| \| \| \| \| \| 대구목 \| \| \| \| |
|          | \| \| 스틸레포루스목 \| \| \| \| \| \| 대구목 \| \| \| \| |
|          | 스틸레포루스목                                            |
|          |                                                           |
|          | 대구목                                                    |
|          |                                                           |

|  | 스틸레포루스목 |
|  |                |
|  | 대구목         |
|  |                |